# Tökös
Tökös,  (vagy Tökös-puszta, horvátul: Tikveš) falu Horvátországban, Eszék-Baranya megyében. Közigazgatásilag Bellyéhez tartozik.

## Fekvése
Eszéktől légvonalban 18, közúton 26 km-re északkeletre, községközpontjától légvonalban 10, közúton 17 km-re északkeletre Baranyában, a Drávaszög területén a Kopácsi-réten, a Kopácsi-rét Természetvédelmi Park északi részének közepén, a Vémelyi-Dunaág melletti Tökösi vízmű közelében, erdőktől körülvéve fekszik. Az út mentén sorakozó, egyedülálló földszintes épületekből áll. A ma álló 25 épület nagy része elhagyatott.

## Története
A település a 19. század végén épített kastélykomplexum mellett létesült. A kastélyt a bellyei uradalom akkori birtokosa, a Habsburg család Tescheni vonalának tagja Frigyes főherceg megbízásából kezdték el építeni, aki egyszintes vadászkastélyt tervezett ide. A kastély elkészülte után számos államférfit és hírességet látott vendégül, környéke messze földön híres vadászparadicsom lett. A Kopácsi-rét szépségeit megörökítő fényképek, amelyeket Frigyes felesége Izabella főhercegné készített, a kor legismertebb újságjaiban jelentek meg. 
A település az első világháború után az új szerb-horvát-szlovén állam, majd később (1929-ben) Jugoszlávia része lett. 1941 és 1944 között a település ismét Magyarországhoz tartozott. Habsburg–Tescheni Albert Ferenc főherceg 1941-ben Albertina néven biológiai állomást alapított itt. A második világháború után a Kopácsi-rét területe a Bellyei Állami Gazdaság, az 1960-as években pedig a Jelen Vadásztársaság és Erdőgazdaság igazgatása alatt állt. A kastély Josip Broz Tito egyik elnöki rezidenciája volt, ahol sok itt tartózkodó politikussal együtt vadászott. A megélhetési nehézségek miatt az 1970-es évektől megindult a lakosság elvándorlása. Az 1991-es népszámlálás adatai szerint lakosságának 42%-a szerb, 36%-a horvát, 8%-a német, 7%-a szlovén, 5%-a magyar anyanyelvű volt. A falut 1991. szeptemberében megszállták a JNA katonái és a szerb szabadcsapatok. A horvát kormány 1997-ben kelt rendeletével létrejött a Kopácsi-rét Természetvédelmi Park, amely átvette a terület igazgatását A településnek 2011-ben 10 lakosa volt.

## Lakossága
| Lakosság változása | Lakosság változása | Lakosság változása | Lakosság változása | Lakosság változása | Lakosság változása | Lakosság változása | Lakosság változása | Lakosság változása | Lakosság változása | Lakosság változása | Lakosság változása | Lakosság változása | Lakosság változása | Lakosság változása | Lakosság változása |
| ------------------ | ------------------ | ------------------ | ------------------ | ------------------ | ------------------ | ------------------ | ------------------ | ------------------ | ------------------ | ------------------ | ------------------ | ------------------ | ------------------ | ------------------ | ------------------ |
| 1857               | 1869               | 1880               | 1890               | 1900               | 1910               | 1921               | 1931               | 1948               | 1953               | 1961               | 1971               | 1981               | 1991               | 2001               | 2011               |
| 0                  | 0                  | 0                  | 0                  | 0                  | 19                 | 0                  | 0                  | 153                | 111                | 153                | 167                | 94                 | 73                 | 29                 | 10                 |

(1900-tól 1981-ig településrészként, 1991-től önálló településként. 1921-ben és 1931-ben lakosságát Laskóhoz számították.)

## Gazdaság
A pusztán hagyományosan a mezőgazdaság és az állattartás képezte a megélhetés alapját. Ma a mezőgazdaság mellett a falusi turizmus fejlesztése a fő cél.

## Nevezetességei
A tökösi vadászkastély klasszicista stílusban épült, de szecessziós jegyeket is magán visel. Homlokzata dísztéglával van kirakva, a falak éleit pedig kőtömb utánzatok díszítik. A többszintes kastély köré a 20. század közepén több melléképületet, vendégházat és kápolnát is építettek. A kápolna eredetileg a vadászok védőszentjének Szent Hubertusnak a tiszteletére volt szentelve. Amikor II. János Pál pápa 2003-ban Eszékre látogatott, megszentelt egy fából készült könyvet, amelybe életrajzának egy részét vésték bele. Ezt a könyvet később a kápolnában helyezték el, és ezért az a Pápai Áldás Kápolna nevet kapta. A kastély mellett több kiszolgáló létesítmény, köztük egy étterem is épült. A bio-ökológiai állomás a több napra érkező látogatók számára kínál szállást, valamint egy 80 fős multimédia csarnok is rendelkezésükre áll. Az újonnan megnyílt recepcióközpont kiállítótérrel és ajándékbolttal is rendelkezik.